# مضاض
المُضاض أو قبعة الراهب أو شجر المرجان أو يونيموس أو الأفونيموس (باللاتينية: Euonymus) جنس نباتي يتبع الفصيلة الحرابية (باللاتينية: Celastraceae). يضم 170-180 نوعًا من الأشجار والشجيرات والجنبات النفضية أو المستديمة الخضرة.

## من أنواعه
- المُضاض الأرجواني الداكن (باللاتينية: Euonymus atropurpureus)
- المُضاض الأسامي (باللاتينية: Euonymus assamicus)
- المُضاض الأمريكي (باللاتينية: Euonymus americanus)
- المُضاض الأوروبي (باللاتينية: Euonymus europaeus)
- المُضاض الجاوي (باللاتينية: Euonymus javanicus)
- المُضاض الشاحب الأوراق (باللاتينية: Euonymus pallidifolia)
- المُضاض الشوكي الثمار (باللاتينية: Euonymus acanthocarpa)
- المُضاض عريض الأوراق (باللاتينية: Euonymus latifolius)
- المُضاض الغدي (باللاتينية: Euonymus glandulosus)
- المُضاض الغربي (باللاتينية: Euonymus occidentalis)
- المُضاض الكبير الأزهار (باللاتينية: Euonymus grandiflorus)
- المُضاض المتدلي (باللاتينية: Euonymus pendulus)
- المُضاض المجنح (باللاتينية: Euonymus alatus)
- المُضاض المسنن الأوراق (باللاتينية: Euonymus serratifolius)
- المُضاض المضلع (باللاتينية: Euonymus angulatus)
- المُضاض الياباني (باللاتينية: Euonymus japonicus)